# Victor Kraft
Pour les articles homonymes, voir Kraft.
 (mai 2019).
Victor Kraft (4 juillet 1880 - 3 janvier 1975) est un philosophe autrichien, connu pour être un membre du cercle de Vienne . 

## Biographie
Kraft a étudié la philosophie, la géographie et l'histoire à l'Université de Vienne.  Il a participé aux événements de la Société philosophique de l'Université, ainsi qu'à des cercles privés (notamment autour d'Oskar Ewald, Otto Weininger et Othmar Spann).  Il a reçu son doctorat en 1903 avec une thèse sur "La connaissance du monde extérieur".  Il a ensuite déménagé à Berlin pour poursuivre ses études auprès de Georg Simmel, Wilhelm Dilthey et Carl Stumpf.  Kraft a commencé à travailler en 1912 à la bibliothèque de l'Université, où il était fonctionnaire scientifique (" Beamter ") jusqu'en 1939    En 1914, il complète son habilitation auprès d' Adolf Stöhr avec son livre "Weltbegriff und Erkenntnisbegriff" (Le concept de monde et le concept de connaissance).  Kraft fréquente régulièrement le Cercle de Vienne jusqu'à sa dissolution. Parallèlement, il est membre du Cercle Gomperz et entretient des contacts avec la soi-disant périphérie du Cercle de Vienne (par exemple Karl Popper ).  Victor Kraft a reçu le titre de professeur associé de philosophie théorique en 1924. 
Après l’Anschluss, Kraft a été contraint de quitter son poste de bibliothécaire en raison des origines juives de sa femme.  Il a également perdu son habilitation en tant que professeur d'université.  Kraft poursuivit ses recherches philosophiques avec de grandes difficultés en tant qu'"émigrant intérieur" pendant le régime nazi . 
Il a retrouvé son poste à la bibliothèque universitaire en 1945 et est devenu Generalstaatsbibliothekar (bibliothécaire national) en 1947.  Cette année-là, il a également été nommé professeur associé de philosophie.  Trois ans plus tard, il est professeur titulaire et codirecteur de l'école de philosophie.  Il a pris sa retraite en 1952.  Kraft a gardé ses recherches et ses publications jusqu'à sa mort.  Le Cercle Kraft , qu'il a présidé de 1949 à 1952-1953, a été nommé en son honneur et c'est à cette époque qu'il a dirigé la thèse de Paul Feyerabend et Ingeborg Bachmann. 

## Travail
Parmi les positivistes logiques, Kraft représente un point de repère unique: il a écrit sur un empirisme non sensualiste avec une structure hypothétique-déductive.  Avant la Première Guerre mondiale (et ensuite, avec les membres du Cercle de Vienne), il consacre la plupart de ses conférences et publications à la promotion de la philosophie scientifique.  Il a également apporté une contribution importante à l'établissement de l'éthique en tant que science et a écrit sur la théorie de la géographie et la philosophie de l'histoire. 